# Nyalenda
Nyalenda är en slumförort till Kenyas tredje största stad Kisumu i distriktet Kisumu i provinsen Nyanza.